# Sociologie práce
Sociologie práce je sociologickou subdisciplínou, jejímž předmětem zkoumání jsou pracovní procesy, vlastnosti a výsledky. Dále se zabývá sociálním nastavením, podmínkami práce, vztahy mezi pracovníky a vztahy v práci i mimo ni (v rodině, společenský život). Úzce souvisí se sociologií podniku, psychologií podniky, psychologií práce, sociologií organizace a řízení.

## Práce
Pojmem práce v sociologii rozumíme vykonávání úkolů vyžadující mentální a fyzické úsilí, výsledkem je výroba zboží a služeb. Práci dělíme na neplacenou a placenou. Jako neplacenou práci označujeme
1. transakce v rámci tzv. neformální ekonomiky, tj. mimo řádný zaměstnanecký poměr. Může se jednat o tzv. práci „na černo“, ale i o domácí kutilství a jiné formy svépomocné činnosti.
2. dobrovolnou práci, např. v rámci charitativních organizací.
3. práci v domácnosti.

Placenou prací rozumíme zaměstnání, tedy práci, za kterou dostáváme pravidelnou mzdu či plat.
Výrazným tématem sociologie práce je zaměstnanost, resp. nezaměstnanost. Zaměstnanost je poměr zaměstnaných osob z určité skupiny obyvatelstva ku všem osobám z téže skupiny. Nezaměstnanost je stav na trhu práce, kdy poptávka po pracovních místech je vyšší než nabídka práce.
Práce je ve všech kulturách základem ekonomiky. Instituce, které zajištují výrobu a směnu zboží a služeb, vytvářejí ekonomický systém.

## Dělba práce
Komplexní dělba práce je velmi charakteristická pro ekonomické systémy moderních společností. Trend zvyšování dělby práce je umocňován obrovským růstem vzájemné ekonomické závislosti.
V tradiční společnosti nedocházelo k takové míře dělby práce. Kdo nechtěl pracovat v zemědělství, musel se vyučit řemeslu a stal se z něj učedník nebo tovaryš. Během toho si osvojoval všechny složky výrobního procesu. Kovář například se například učil sám roztavit železo, ukovat ho na kovadlině a popřípadě různé kusy železa sestavit (v pluh).
V době moderního průmyslu tato široká řemesla vymizela a nahradily je dovednosti nové, které jsou méně komplexní a více zaměřené pouze na jednu činnost. Dnešní elektrikář pracující v průmyslovém závodě má na starosti jen několik součástek od jednoho typu přístroje, jinými součástkami se zabývá někdo jiný.

### Dělba práce v budoucnu
Automatizace a robotizace je výrobní proces, při němž práci místo lidí zastávají stroje. Automatizace se v posledních letech velmi rozšířila a tento trend rozhodně nebude zpomalovat.

## Historie sociologie práce
Pojem sociologie práce vznikl v souvislosti s učením Karla Marxe, který definuje práci jako sociální proces konstituce společenských poměrů. Mezi zakladatele moderní sociologie patří Émile Durkheim , který se zabýval problematikou dělby práce (1883). K rozvoji sociologie práce přispěly počátky pásové výroby, kterou zaváděl např. Henry Ford (1914), a Taylorův vědecký management (1911).

### Managerismus
Managerismus je filosofie vědeckého řízení průmyslu. (3) Jeho průkopníkem byl Francis W. Taylor (konec 19. století), který navazoval na poznatky Adama Smitha (18. století) o vysoké efektivitě průmyslové dělby práce. Taylor vyvinul vědeckou metodu vysoce efektivní dělby práce (tzv. taylorismus), jejímž cílem byla hromadná výroba. Základním principem taylorismu je rozložení výrobního procesu na jednoduché úkony, jež se daly přesně označit a načasovat.
Taylorovy poznatky uvedl do praxe a zdokonalil americký průmyslník Henry Ford (hovoříme o fordismu, počátek 20. století). Jeho první továrna vyráběl pouze jediný výrobek, Ford model T, což mu umožnilo vysokou specializaci výroby. Ford také přišel s řadou inovací, zejména zavedl pásovou výrobu. Fordismus spojil hromadnou výrobu s hromadnou spotřebou.
Nedostatky manageristického přístupu jsou nutnost velice standardizované výroby, nákladnost zřízení výrobní linky a nízká schopnost inovace.
Managerismus označujeme jako systém nízké důvěry. V takovém systému určuje pracovní náplň vedení podniku. Pracovníci mají málo prostoru pro samostatné rozhodování, což bývá důvodem k jejich nespokojenosti.

### Psychologizující teorie práce
V kontrapozici k managerismu stojí psychologizující teorie práce (1. polovina 20. století). V centru jejich zájmu není ani tak výkon člověka, jako jeho uspokojení z práce a motivace. Jde o systémy vysoké důvěry. Nejvýznamnějšími představiteli psychologizujících teorií jsou Douglas McGregor, Abraham Maslow a Frederick Herzberg.

### Současné trendy
V současnosti je široce uplatňována flexibilní výroba. Ta klade důraz na vyškolení co nejkvalifikovanějších pracovních sil a na co nejrychlejší zavádění nových návrhů do praxe a nových výrobků na trh. Byla vyvinuta japonskými automobilkami v 70. letech minulého století.
Skupinová výroba je výrobním procesem, při němž pracují skupiny dělníku společně, vzájemně se doplňují a nemusejí proto trávit celou směnu opakováním jediného monotónního úkonu.

## Ženy v pracovním procesu
Historicky byly pracovní jednotkou celé rodiny. Ještě během rané industrializace podniky zaměstnávaly celé rodiny – muži pracovali v továrně a ženy jako služebné. Později ale zaměstnavatelé začali zaměstnávat jednotlivce – muže. Ženy měly zůstat doma a starat se o domácnost.
Po druhé světové válce se situace radikálně změnila. Mnoho žen během války nastoupilo do zaměstnání, která uvolnili muži, jež odešli do armády. Po válce tyto ženy v pracovním procesu často zůstávaly. Rozvoj feminismu, liberalismu, ale i pokrok v ženských hygienických prostředcích a vynález antikoncepce, umožnily ženám najít si vlastní zaměstnání. Zaměstnaná žena se během 20. století stala standardem a dnes je již neodmyslitelnou součástí naší společnosti. Ženy na pracovišti však během tohoto vývoje čelily, a dodnes mnohdy čelí, několika výzvám.

### Gender pay gap
Ženy jsou dodnes v průměru hůře platově ohodnocovány než muži. Tento rozdíl označujeme anglickým souslovím gender pay gap. Důvodů pro existenci gender pay gap je hned několik. Zčásti je způsobena dobrovolným rozhodnutím žen volit jako odchod na mateřskou dovolenou, zčásti jsou důvodem genderové předsudky, diskriminace a genderová segregace na trhu práce.

### Práce v domácnosti
Technologický vývoj sice usnadnil domácí práce, paradoxně se však doba trávená domácími pracemi nesnížila. Skutečnost, že se od žen očekává, že budou pracovat, a navíc vykonávat většinu domácích prací je anglicky označována jako second shift – tj. „druhá směna“. 

## Psychologie práce
Psychologie práce je velmi rozsáhlý obor aplikované psychologie, který se zabývá podmínkami práce a jejich vlivem na pracovní výkon.  K vnitřním podmínkám patří schopnosti, dovednosti a motivace pracovníků, k vnějším například vybavení pracoviště, hluk, osvětlení, pracovní doba, počet a délka přestávek. Z psychologie práce se postupně vydělila řada samostatných a značně různorodých disciplín. Úzce souvisí se sociologií práce, tyto obory spolu spolupracují na zlepšení pracovních podmínek, efektivity a výsledků práce.